# 산드로 토날리
산드로 토날리(이탈리아어: Sandro Tonali, 이탈리아어 발음: [ˈsandro toˈnaːli]; 2000년 5월 8일 ~ )는 현재 뉴캐슬 유나이티드와 이탈리아 축구 국가대표팀에서 뛰고 있는 이탈리아의 축구 선수로, 포지션은 미드필더다.

## 클럽 경력

### AC 밀란

#### 2020-21 시즌
2020년 9월 9일, AC 밀란은 공식 홈페이지를 통해 산드로 토날리가 브레시아 칼초에서 AC 밀란으로 임대이적했다고 발표했다. 토날리는 밀란과 1년 임대 계약을 체결했고, 임대 계약에는 AC 밀란이 브레시아 칼초에 임대료로 1000만 유로를 지불하며 1500만 유로를 지불하고 토날리를 영입할 수 있는 완전 이적 옵션, 1000만 유로의 보너스가 포함되어 있다.

#### 2022-23 시즌
2022년 9월 9일, 토날리는 AC 밀란과의 계약을 2027년 6월 30일까지 연장하는 새로운 계약을 체결했다.

### 뉴캐슬 유나이티드

#### 2023-24 시즌
2023년 7월 3일, 뉴캐슬 유나이티드와 AC 밀란은 공식 홈페이지를 통해 산드로 토날리가 AC 밀란에서 뉴캐슬 유나이티드로 이적했다고 발표했다. 토날리는 뉴캐슬 유나이티드와 2028년까지 유효한 5년 계약을 체결했다. 이적료는 공식적으로 공개되지 않았지만 영국 언론은 토날리의 이적료가 7000만 유로에 추가 옵션이 있다고 발표했으며 토날리는 이 이적으로 인해 가장 비싼 금액으로 이적한 이탈리아 선수가 되었다.
7월 18일, 그는 레인저스와의 친선 경기에서 뉴캐슬 데뷔전을 치렀다. 또한 그는 8월 12일 애스턴 빌라와의 프리미어리그 데뷔전에서 선제골을 넣으며 5-1 승리를 이끌었다.
2023년 10월 18일, 뉴캐슬은 토날리가 불법 도박 혐의로 이탈리아 검찰과 이탈리아 축구 연맹으로부터 조사를 받고 있다고 밝혔다. 10월 26일, 결국 그는 이탈리아의 도박 규정 위반으로 10개월 출전 금지와 8개월간 도박 예방 교육 처분이 내려졌다. 이로 인해 그는 남은 시즌과 UEFA 유로 2024에 참가할 수 없게 되었다.

## 사생활
토날리는 유년기부터 AC 밀란을 응원해왔으며 그의 우상은 젠나로 가투소이다.